# Nicolas Donin
Nicolas Donin, de La Rochelle, foi um judeu convertido ao cristianismo no início do século XIII. É conhecido por seu papel na "Disputação de Paris" de 1240, que resultou em um decreto para queimar publicamente todos os manuscritos disponíveis do Talmude.

## Excomunhão
Em 1225, Donin foi excomungado do gueto de Paris pelo rabino Yechiel de Paris na presença de toda a comunidade e com as cerimônias habituais. Tendo vivido por dez anos em estado de excomunhão, embora ainda se apegasse ao judaísmo, ele foi batizado na Igreja Católica Romana e ingressou na Ordem Franciscana. Alguns dizem, no entanto, que ele se converteu bem antes de conhecer o rabino Yechiel de Paris.

## Disputas

### Autoridade do Papa Gregório IX
Em 1238, Donin foi a Roma, apresentou-se perante o papa Gregório IX e denunciou o Talmude. Foram elaborados 35 artigos, nos quais Donin declarou suas acusações de ataques virulentos à Virgindade de Maria e à divindade de Jesus.
O papa ficou convencido de que as acusações eram verdadeiras e estas foram enviadas às autoridades da Igreja; transcritas as acusações formuladas por Donin, acompanhadas de uma ordem para apreender todas as cópias do Talmude e depositá-las junto aos dominicanos e franciscanos. Se um exame corroborasse as acusações de Donin, os pergaminhos seriam queimados.

### Autoridade do rei Luís IX
Essa ordem era geralmente ignorada, exceto na França, onde os judeus eram obrigados, sob pena de morte, a render seus Talmuds (março de 1240). Luís IX ordenou que quatro dos rabinos mais ilustres da França - Yechiel de Paris, Moisés de Coucy, Judá de Melun e Samuel ben Salomon de Château-Thierry - respondessem a Donin em um debate público. A comissão condenou o Talmude a ser queimado. Em 1242, o incêndio foi definido de acordo com vinte e quatro cargas de carruagem (dez a doze mil volumes) de obras escritas.

## Literatura
- Alexander Kisch: acusação do Papa Gregório Nono Artigo contra o Talmude e sua defesa pelo rabino Jachiel e pelo rabino Joseph ben Judah ben David de Saint Louis em Paris. Leipzig em 1874.
- Isidore Loeb: A controvérsia sobre o Talmude em Saint Louis, Paris: Baer, 1881.
- Judah M. Rosenthal: O Talmude em Julgamento: A disputa em Paris no ano de 1240. In: The Jewish Quarterly Review, 47/1 (1956), pp.   58-76, 47/1 (1956), pp.145-169.
- Bernhard Garland: judeus e cristãos se convertem na discussão religiosa judaico-cristã da Idade Média. In: Miscellanea Medievalia 4 (1966), pp.   264-282.
- Jeremy Cohen, frades e judeus: evolução do antijudaísmo medieval. Ithaca, 1982, ISBN 978-0801414060    .
- Kurt Schubert   : Apostasia da crise de identidade - Nicholas Donin. Em Cairo. Jornal de Estudos Judaicos e Estudos Religiosos, 30/31 (1988/89), pp.1–10.
- Israel Jacob Yuval: Duas nações no seu ventre. Percepções mútuas de judeus e cristãos na antiguidade tardia e na Idade Média. Göttingen 2007. ISBN 978-3-525-56993-1 ISBN   978-3-525-56993-1 .
- Judah M. Rosenthal: Donin, Nicholas na Encyclopaedia Judaica, 2ª Edição, Volume 5, Detroit, Nova York etc. 2007, ISBN 978-0-02-865933-6   , p. 750.